# Oaza Schirmachera
Oaza Schirmachera – czwarta pod względem wielkości na Antarktydzie powierzchnia nie pokryta lądolodem.
Jej powierzchnia wynosi około 35 km², w tym okresowo zamarzające jeziora. Roślinność w Oazie Schirmachera jest dość uboga, głównie porosty, a nad jeziorami i strumieniami – mchy.
Oaza została odkryta w 1939 roku przez ekspedycję niemiecką dowodzoną przez Alfreda Ritschera. Od 1961 roku znajduje się tam rosyjska (pierwotnie radziecka) stacja polarna Nowołazariewskaja, a 1989 roku indyjska stacja badawcza Maitri. Do 1996 roku znajdowała się tam także wschodnioniemiecka (później niemiecka) stacja Georg Forster.